# آزادراه ام۱۸۰

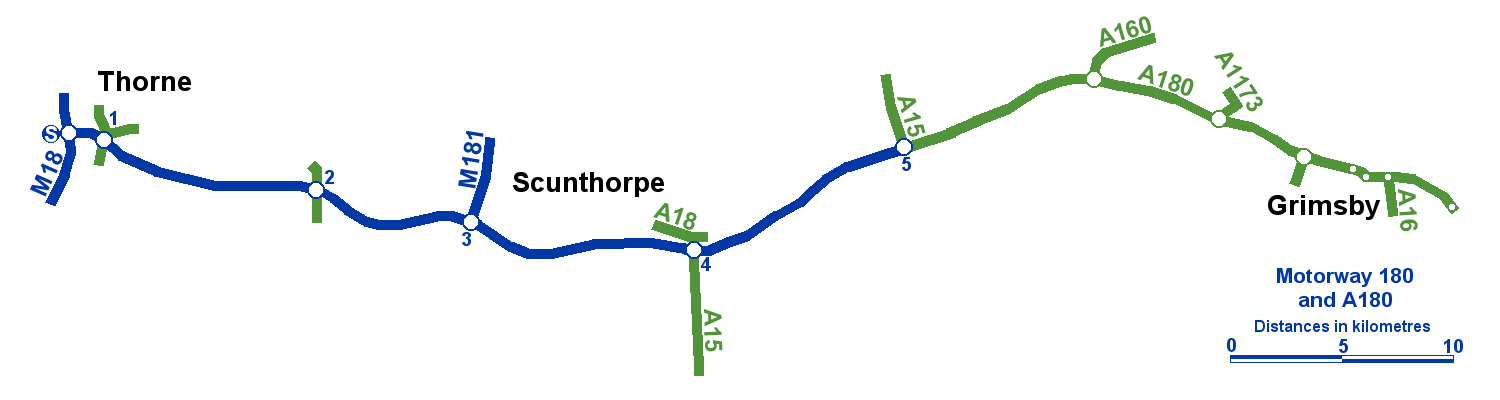
پلان آزادراه ام۱۸۰ و جاده ای۱۸۰

آزادراه ام۱۸۰ (به انگلیسی: M180 motorway) یک آزادراه در کشور انگلستان است.
این آزادراه که از شهر استاین‌فورث شروع می‌شود، ۴۰٫۲ کیلومتر (۲۵ مایل) مسافت دارد و از شهرهای مهمی مانند اسکان‌ثورپ عبور می‌کند.